# Amblysellus wyomus
Amblysellus wyomus är en insektsart som beskrevs av Kramer 1971. Amblysellus wyomus ingår i släktet Amblysellus och familjen dvärgstritar. Inga underarter finns listade i Catalogue of Life.